# ニシヒメシャクケイ
ニシヒメシャクケイ（学名：Ortalis poliocephala）は、 キジ目ホウカンチョウ科に分類される鳥類の一種である。別名メキシコヒメシャクケイとも呼ばれる。

## 分布
メキシコ西部に分布する。メキシコ固有種

## 全長
全長63-67cm。ヒメシャクケイ属の中では最も大型になる種である。頭部は茶色がかった灰色で、顔には青色や赤色の皮膚が裸出している部分がある。体の上面と胸は緑色がかった褐色、尾は青黒色で先端部は薄い茶色である。嘴は灰色である。

## 生態
熱帯の広葉樹林に生息する。
繁殖期は6月で、1腹3個の卵を産む。

## 亜種
以下の3亜種に分類される。
- Ortalis poliocephala wagleri

西メキシコ北部に分布。
- Ortalis poliocephala poliocephala

西メキシコ南部に分布。
- Ortalis poliocephala lajuelae

西メキシコ中部に分布。